# Route nationale 8 (Luxembourg)
Pour les articles homonymes, voir N8 et Route nationale 8.
La route nationale 8 est une route nationale luxembourgeoise reliant Gaichel à Mersch.